# Mineriada din iunie 1990
Mineriada din iunie 1990 a fost cea de a treia acțiune de acest gen întreprinsă în România postdecembristă. A avut loc în perioada 13-15 iunie 1990 în București, dupa ce forțele de ordine au intervenit în forță împotriva protestatarilor din Piața Universității. A fost considerată cea mai brutală ca stil și anvergură dintre toate acțiunile minerilor (vezi articolul Mineriadă).

## Cauze
Rădăcinile acestor mineriade se găsesc în evenimente mai vechi ale istoriei românilor. De altfel, limba română este singura din lume în care a fost creat acest cuvânt, care mai apoi a fost tradus în toate limbile planetei. Se pare că după revolta minerilor din 1977, Valea Jiului a fost permanent supravegheată și păzită de Securitate, inclusiv prin înlocuirea adevăraților mineri cu securiști. Ceaușescu însuși avea un plan prin care trupele de Apărarea Patriei să contribuie la înăbușirea Revoluției și le dotase cu bâte și alte obiecte contondente, dar muncitorii din Timișoara, Brașov nu au putut fi convinși să ia parte la un asemenea carnagiu, ci dimpotrivă au manifestat pentru libertate. O lovitură asemănătoare fusese administrată partidelor politice din Opoziție cu prilejul grevei regale în 1947, când sute de studenți membri ai organizațiilor de tineret ale PNȚ și PNL au fost bătuți în Piața Palatului de muncitori cu bâte aduși cu camioanele de PCR.

## Desfășurarea evenimentelor

### 13 iunie
În dimineața zilei de 13 iunie 1990, pe la ora 3-4 dimineața, forțele de ordine au distrus corturile celor aflați în Piață și au făcut arestări. Cordoanele de trupe antitero au fost rupte de manifestanți. În jurul orei 9, mai multe grupuri de muncitori de la IMGB au sosit în Piața Universității scandând lozincile: "IMGB face ordine!" și "Moarte intelectualilor!", "Noi muncim, nu gândim!". Cu toate astea s-au retras și au defluit spre o altă zonă necunoscută. Pe strada paralelă cu Institutul de Arhitectură două cordoane de trupe USLA au încercat să protejeze un obiectiv format prin încercuirea Pieței cu autobuzele din dotarea Poliției. La îndemnul unor tineri atmosfera s-a încins până în momentul când a izbucnit un conflict direct, iar trupele USLA au șarjat mulțimea. Aceasta a reacționat răsturnând o autoutilitară marca TV de culoare albastră, din rezervorul mașinii a fost furată benzina, cu care s-au confecționat cocktailuri Molotov. Aceleași persoane au rupt pietre din caldarâm pe care le-au folosit drept proiectile. Autobuzele s-au aprins, după eveniment TVR a lansat versiunea oficială că au fost incendiate, a existat o înregistrare a generalului Mihai Chițac în care acesta dădea ordin ca autobuzele să fie aprinse chiar de Poliție. În scurtă vreme, nori groși de fum negru au acoperit Piața.  
Pe tot parcursul zilei au avut loc confruntări violente între manifestanți și forțele de poliție; au fost incendiate autobuzele poliției, și devastate sediile Poliției Capitalei, Ministerului de Interne și SRI, în urma acestor acțiuni producându-se cele 4 decese prin împușcare.
La televiziune se citește un comunicat al președintelui Ion Iliescu, în care se afirmă „Chemăm toate forțele conștiente și responsabile să se adune în jurul clădirii guvernului și televiziunii pentru a curma încercările de forță ale acestor grupuri extremiste, pentru a apăra democrația atât de greu cucerită”. Televiziunea Română a fost asaltată de manifestanții care au pătruns în clădire, inclusiv în studioul de emisie încercând să transmită un „mesaj către țară”, acțiune care a determinat oprirea emisei TVR pentru cca o oră.
În seara zilei de 13 iunie, trei garnituri de tren pline cu mineri au plecat din Petroșani spre București iar un alt tren a plecat a doua zi din gara Motru spre București.

### 14 iunie
Ajunși în Gara de Nord la ora 4 dimineața, minerii conduși de Miron Cozma au fost preluați de angajați ai SRI și au fost orientați spre punctele nevralgice ale municipiului București. Un grup foarte mare a ocupat Piața Universității, unde au pretins că refac rondurile de flori distruse de corturile manifestanților, pe platoul din fața Teatrului Național. Imediat au pătruns în incinta Facultății de Geologie, unde au ocupat balconul, simbolul libertății de opinie și au devastat o colecție unică în Europa de flori de mină și zăcăminte geologice ca și sediul Ligii Studenților. O soartă asemănătoare au avut și Facultatea de Litere și cea de Matematică, dar și Institutul de Arhitectură Ion Mincu. Numeroși profesori au fost bătuți, între ei se numără și profesorii de lingvistică Grigore Brâncuș și Petru Creția, acesta fiind agresat de indivizi care se aflau în posesia fotografiei sale. În zonă, minerii au mai devastat sediile PNȚCD și ale PNL, unde au pretins că au descoperit valută falsă și arme și de unde au furat tot ce se putea fura, inclusiv o stație radio și aparate de birotică. 
Locuințele particulare ale lui Corneliu Coposu și Ion Rațiu au fost de asemenea devastate. Liderul studenților Marian Munteanu a fost bătut și aruncat apoi în fântâna de la Universitate. Un alt grup a ocupat sediul Televiziunii Române. În câteva ore controlul Bucureștiului a fost preluat de aceste grupări paramilitare, care colaborau cu Poliția și SRI. Numeroși intelectuali, studenți, persoane cu barbă etc. au fost bătuți, arestați, urcați în dubele Poliției și interogați la o unitate militară din Măgurele.

### 15 iunie
La orele prânzului minerii au fost urcați în autobuze și transportați la complexul expozițional Romexpo, unde șeful statului, președintele ales recent Ion Iliescu le-a mulțumit pentru acțiunea lor vitejească prin care au salvat democrația din România. Discursul său a fost întâmpinat cu urale. Imediat după aceasta au fost conduși la trenurile care îi așteptau în Gara de Nord, și transportați în Valea Jiului.

## Victime
Numărul victimelor este controversat. Oficial, conform evidenței de la comisiile parlamentare de anchetă, numărul răniților este de 746 iar numărul morților este de șase: patru morți prin împușcare, un decedat în urma unui infarct și o persoană înjunghiată. Decesele au fost înregistrate în ziua de 13 iunie 1990, înainte de venirea minerilor în București. Viorel Ene, președintele „Asociației Victimelor Mineriadelor”, a declarat că „Există documente, mărturii ale medicilor, ale oamenilor de la cimitirele Domnești și Străulești. Cu toate că am afirmat tot timpul că cifra reală a morților este de peste 100, nimeni nu ne-a contrazis până în prezent și nu a existat nicio poziție oficială împotrivă”.
Aceste afirmații însă nu au fost probate și au caracter similar afirmației cu cei 60.000 de morți de la Timișoara din decembrie 1989.

## Efecte
În plan intern mineriada din iunie 1990 a reprezentat o perioadă de lipsă a libertății presei prin prezentarea unilaterală la unica televiziune din acea vreme(doar din punctul de vedere al puterii FSN ), împiedicarea prin amenințare a apariției ziarului România Liberă. Sediile partidelor de opoziție au fost devastate. Puterea FSN nu a reușit să genereze probe cu care vreuna din persoanele arestate să fie condamnată în justiție. Acționând ca o forță independentă de stat minerii s-au substituit forțelor de ordine care nu au fost capabile să controleze situația din 13 iunie, pe fondul culpabilizării colective sistematice a Poliției și Armatei (inclusiv prin crearea CADA în 10 februarie 1990 ), iar consecința a fost acțiunea împotriva statului în următoarele trei mineriade (împotriva guvernului Petre Roman în septembrie 1991 și a guvernului Radu Vasile în ianuarie 1999 și februarie 1999).  Efectele în plan extern au fost catastrofale, România a fost exclusă de la orice finanțare a organismelor internaționale și a fost întrerupt acordul de asistență cu FMI. Mii și mii de tineri au plecat din țară. Foarte lent, efectele acestea au fost îndepărtate iar încrederea Occidentului, care părea pierdută definitiv, a fost reclădită și România a devenit membru al NATO și al Uniunii Europene. 

## Procesul mineriadei din 13-15 iunie 1990
În preajma aderării României la UE procurorul militar Dan Voinea, cel care s-a ocupat și de dosarul revoluției din 1989, a declarat că până la 1 ianuarie 2007, dosarele vor fi finalizate și va începe urmărirea penală a vinovaților.
În pofida declarațiilor, Voinea nu a finalizat dosarele mineriadei, motiv pentru care la 20 martie 2009 a fost revocat din funcție, iar în 1 aprilie a fost pensionat.
Dosarul mineriadei se află pe rolul instanțelor de judecată din anul 2017. În 14 februarie 2020 Secția Specială pentru Investigarea Infracțiunilor din Justiție (SIIJ) a contestat decizia judecătorului de cameră preliminară de la Curtea Supremă, care a decis în mai 2019 restituirea dosarului la Parchet, pentru a fi refăcut în integralitate, toate probele fiind declarate nule. ÎCCJ a fixat termen pentru judecarea acestei contestații pentru data de 14 septembrie 2020.

## Comentarea evenimentelor de către personalități
Istoricul Andrei Pippidi a comparat 14-15 iunie 1990 cu "Noaptea de cristal" din Germania nazistă, cu acțiunile echipelor de "cămași negre" ale lui Mussolini, în Italia, și cu forțele de pararepresiune ale poliției legionare din 1940, în România.
Andrei Cornea: Alcătuind o „categorie socio-profesională ce aparține mai degrabă secolului al XIX-lea decât secolului al XXI-lea”, minerii au adâncit, în Romania postcomunistă, schismele sociale, delimitările dintre clase, sporind frustrările și ranchiunile.
În alt articol, Andrei Cornea spune că se poate vorbi despre un pogrom simbolic împotriva studenților și intelectualilor de elită, dar și asupra țiganilor, molestați și ei de mineri.
Adrian Năstase, numit ministrul Afacerilor de Externe la două săptămâni de la mineriadă, a afirmat că „a trebuit să lucrez mult pentru repararea imaginii României în străinătate”. În legătură cu rolul lui Ion Iliescu în mineriada din 90, Adrian Năstase a spus că această „temă este profund politică” și că „a fost politizată de-a lungul timpului” și a adăugat că dosarul mineriadei a fost “reactivat” în perioada în care Emil Constantinescu era președinte, în anul 1998.
Ion Iliescu vorbind despre scenele „de anarhie și dezordine“ care au dus la atacul minerilor, după ce la vremea respectiva a denumit „o rebeliune legionară“, ulterior a reformulat „ne amintește de rebeliunea legionară [...] și a fost percepția multor altora din generația mea…”.
Ioan Talpeș, fost șef al Serviciului de Informații Externe, a declarat că violențele din 13 iunie 1990 au fost provocate de agenți ai unor state străine, cu precădere Franța, care urmăreau răsturnarea guvernului Petre Roman, printr-o lovitură de stat, și numirea lui Radu Câmpeanu ca prim-ministru.